# Coop Eridana
Coop Eridana è stata una delle 8 medie cooperative di consumatori del sistema Coop, e come tale ha aderito all'ANCC
della Lega Nazionale delle Cooperative e Mutue e al consorzio cooperativo Coop Italia.
Insieme alla più grande cooperativa italiana ed europea Coop Alleanza 3.0 e alle medie cooperative Coop Casarsa e Coop Reno (nonché ad alcune piccole Coop in Emilia-Romagna, Triveneto, Marche ed Abruzzo) ha aderito al Distretto Adriatico.

## Storia
Nella provincia di Piacenza era presente l'Unione Cooperativa di Consumo, fondata nel 1911, che nel 1950 aveva 22 spacci e avviò un processo di fusione con altre cooperative, cambiando ragione sociale in Unione delle Cooperative Piacentine, la quale fallì nel 1970.
In seguito al fallimento le cooperative piacentine rimaste seguirono due strade: alcune confluirono in Coop Nordemilia (l'attuale Coop Consumatori Nordest), altre invece confluirono nella Cooperativa di consumatori di Pontenure, una Coop di antica tradizione (era nata nel 1906) che venne appunto prescelta come base per unificare le piccole cooperative della zona. Il processo iniziò nel 1978 e si concluse nel 1981 con l'incorporazione di 16 cooperative, e il cambio di ragione sociale in Cooperative riunite di consumo di Piacenza.
Nel 1985 si iniziò a preparare il primo piano di sviluppo, che portò a ristrutturare la rete esistente e anche ad effettuare nuove aperture, alcune delle quali vennero effettuate anche fuori dai confini della provincia di Piacenza, nelle limitrofe province di Lodi, Parma e Pavia (a Broni, anche se questo punto vendita è stato chiuso).
Nei primi anni Novanta la società prese l'attuale ragione sociale di Coop Eridana, e iniziò anche un processo di diversificazione, che portò all'acquisizione di una delle principali aziende agricole del piacentino, la "Casabella" di Ziano Piacentino.
Con l'apertura dell'Ipercoop di Piacenza da parte di Coop Consumatori Nordest la Coop Eridana ha acquisito due piccoli supermercati Coop a Piacenza, portando il numero dei punti vendita a 23.
Lo sviluppo della cooperativa sta proseguendo soprattutto con l'apertura di nuovi punti vendita che hanno sostituito negozi già esistenti, ma anche con aperture in nuovi territori, come Vigolzone.
Nel 2010 è stato approvato il progetto di fusione per incorporazione in Coop Eridana della Coop di Gragnano Trebbiense, in provincia di Piacenza. La fusione è diventata operativa il 1º gennaio 2011. Sempre durante il 2011 il punto vendita di Gragnano viene sostituito da un nuovo punto vendita di circa 600 m2 di area di vendita.
Dal 1º gennaio 2018 Coop Eridana si è fusa per incorporazione in Coop Alleanza 3.0.

## Soci
Al 31 dicembre 2010 i soci erano 21.059.
I soci prestatori, ovvero titolari di libretto di prestito sociale erano un numero limitato, 467. Coop Eridana è stata la prima cooperativa di consumatori ad attivare il Prestito Sociale Vincolato, che permette di avere interessi più elevati vincolando quote del proprio prestito sociale per 12 o 24 mesi.

## Rete di vendita
Coop Eridana disponeva di 24 punti vendita in 3 province, divisi tra minimercati e supermercati a insegna Coop e InCoop.
Questo è il dettaglio della rete di vendita all'atto della fusione con Coop Alleanza 3.0:
- Emilia-Romagna
  - Provincia di Piacenza 1: 19 punti vendita Coop;
  - Provincia di Parma 1: 4 punti vendita Coop.
- Lombardia
  - Provincia di Lodi 2: 1 punto vendita Coop.

1 Provincia dov'è presente anche Coop Alleanza 3.0

2 Provincia dov'è presente anche Coop Lombardia
Come si può notare, Coop Eridana gestiva una rete di vendita complementare a quella di Coop Alleanza 3.0 e Coop Lombardia, coprendo alcune zone non raggiunte dalle grandi Coop.